# Белановце
Белановце или Белановци (на македонска литературна норма: Белановце; на албански: Bellanoca, Беланоца) е село в Северна Македония, в община Липково.

## География
Селото е разположено в западните поли на Скопска Църна гора.

## История
В близост до днешно Белановце, вероятно от южната му страна, се е намирало средновековното село Архилевица, където севастократор Деян издига своя родова църква – задужбина. С така наречената Първа Архилевицка грамота от 1354/5 г. цар Стефан Душан потвърждава и допълва даренията, извършени от Деян в полза на църквата. С така наречената Втора Архилевицка грамота от 1381 г. синът и вдовицата на севастократор и деспот Деян – Константин Драгаш и Евдокия – даряват църквата и прилежащата ѝ собственост на манастира Хилендар в Света гора.
Според статистиката на Васил Кънчов („Македония. Етнография и статистика“) от 1900 година Биляновци е село, населявано от 88 българи християни.
През Втората световна война на 14 октомври 1941 година край селото е разбит Карадачкия народоосвободителен партизански отряд от български военни части от петдесет и трети пехотен осоговски полк и полиция.

## Личности
Починали в Белановце
- Боро Менков (1919 – 1941), югославски партизанин, народен герой на Югославия
- Перо Георгиев (1918 – 1941), югославски партизанин, народен герой на Югославия
- Магдалена Антова (1920 – 1941), югославска партизанка
- Байрам Шабани (1922 – 1941), югославски партизанин и народен герой на Югославия
- Наце Кралев (1919 – 1941), югославски партизанин
- Киро Бурназовски (1907 – 1941), югославски партизанин